# Wienerův proces
Wienerův proces je stochastický proces spojitého času pojmenovaný na počest Norberta Wienera. Někdy je nazýván Brownův pohyb podle Roberta Browna. Je to jeden z nejlépe známých Lévyho procesů (stochastických procesů s přírůstky nezávislými na poloze) a lze ho četně najít v čisté i užité matematice, ekonomii a fyzice.
Wienerův proces Wt je takový, že splňuje tyto podmínky:
1. W0 = 0
2. Wt je téměř jistě spojitý
3. Wt má na poloze nezávislé přírůstky s rozdělením {\displaystyle W_{t}-W_{s}\sim {\mathcal {N}}(0,t-s)} (pro 0 ≤ s < t).

{\displaystyle {\mathcal {N}}(\mu ,\sigma ^{2})}značí normální rozdělení s očekávanou hodnotou μ a rozptylem σ². Podmínka na poloze nezávislých přírůstků znamená, že pokud 0 ≤ s1 ≤ t1 ≤ s2 ≤ t2 pak {\displaystyle W_{t_{1}}-W_{s_{1}}} a {\displaystyle W_{t_{2}}-W_{s_{2}}} jsou nezávislé náhodné proměnné.